# Bhikhu Parekh, Baron Parekh

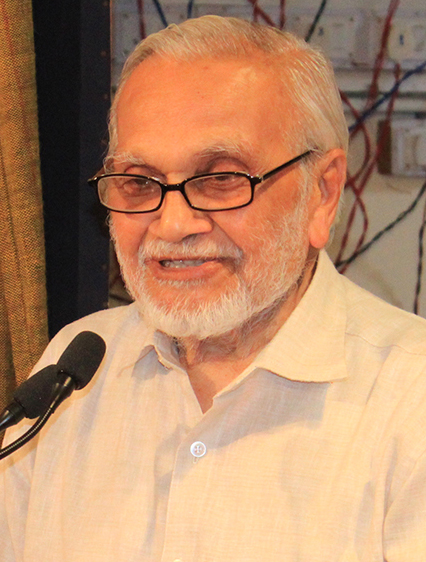
Bhikhu Parekh, 2020

Bhikhu Chhotalal Parekh, Baron Parekh FBA FRSA (* 4. Januar 1935 in Amalsad, Gujarat) ist ein aus Indien stammender britischer Politikwissenschaftler, Hochschullehrer und Politiker der Labour Party, der seit 2000 Mitglied des House of Lords ist und für seine langjährigen Verdienste mehrfach geehrt wurde. In seinen zahlreichen politikwissenschaftlichen und -philosophischen Werken befasste er sich mit Persönlichkeiten wie Hannah Arendt, Jeremy Bentham, Mohandas Karamchand Gandhi und Karl Marx.

## Leben
Nach dem Schulbesuch absolvierte Parekh ein Studium der Politikwissenschaften und war nach Beendigung des Studiums zunächst von 1957 bis 1959 Lektor an der Maharaja Sayajirao University of Baroda und ging dann nach Großbritannien, wo er erst von 1962 bis 1963 Tutor an der London School of Economics and Political Science (LSE) und anschließend Lektor an der University of Glasgow. 1964 wechselte er an die University of Hull und war dort bis 1982 als Lektor, Leitender Lektor und schließlich als Dozent tätig. Zwischenzeitlich war er von 1967 bis 1968 Gastprofessor an der University of British Columbia sowie von 1974 bis 1975 an der Concordia University in Montreal und dann zwischen 1976 und 1977 an der dortigen McGill University.
Parekh, der von 1981 bis 1984 Vizekanzler der Maharaja Sayajirao University of Baroda war, nahm 1982 einen Ruf auf eine Professur für Politikwissenschaften an der University of Hull an und lehrte dort bis zu seiner Emeritierung im Jahr 2000. Neben seiner Lehrtätigkeit an der University of Hull war er 1996 Gastprofessor an der Harvard University, 1997 an der Universität Pompeu Fabra in Barcelona, 1998 an der University of Pennsylvania sowie 2000 an der École des Hautes Études en Sciences Sociales in Paris.
In dieser Zeit engagierte er sich auch in zahlreichen Organisationen sowie Institutionen und war unter anderem von 1985 bis 1990 Vize-Vorsitzender der Kommission für Rassengleichheit, von 1993 bis 1997 Vorsitzender des Beratungskomitees für die Nationale von Untersuchung von ethnischen Minderheiten in Großbritannien, zwischen 1994 und 1999 Mitglied der Nationalen Kommission der britischen Universitäten für Chancengleichheit sowie von 1998 bis 2000 Vorsitzender der Kommission für die Zukunft eines multi-ethnischen Großbritannien. Zugleich war er Trustee des Runnymede Trust von 1986 bis 2003, des Institute for Public Policy Research (IPPR) zwischen 1988 und 1996, der Gandhi Foundation seit sowie zwischen 1991 und 1997 des Institute of Commonwealth Studies (ICS).
Parekh wurde durch ein Letters Patent vom 10. Mai 2000 als Life Peer mit dem Titel Baron Parekh, of Kingston upon Hull in the East Riding of Yorkshire in den Adelsstand erhoben. Kurz darauf erfolgte am 23. Mai 2000 seine Einführung (Introduction) als Mitglied des House of Lords. Im Oberhaus gehört er zur Fraktion der Labour Party.
Nach seiner Emeritierung hatte er von 2001 bis 2003 die „Jahrhundert“-Professur (Centennial Professor) an der LSE inne und wirkte daneben zwischen 2001 und 2009 als Professor für Politische Philosophie an der University of Westminster. Ferner war er von 2004 bis 2008 Präsident der Academy of Social Sciences und daneben zwischen 2004 und 2007 Präsident der British Association of South Asian Studies. Darüber hinaus hatte er 2007 auch eine Gastprofessur an der University of Maine inne und ist seit 2008 Professor am Zentrum für die Studien von Entwicklungsgesellschaften in Delhi.

## Ehrungen und Auszeichnungen
Im Laufe seiner langjährigen Lehr- und Forschungstätigkeit wurde er mehrfach ausgezeichnet und unter anderem 1991 Asian of the Year. Darüber hinaus erhielt er 1999 den BBC Special Lifetime Achievement Award for Asians, 2003 den Sir Isiah Berlin Prize for Lifetime Contribution to Political Studies, 2005 den Distinguished Global Thinker Award sowie 2006 den Pride of India Award.
Parekh, der Honorarprofessor der Aberystwyth University ist und dem Ehrendoktorwürden von 16 Universitäten verliehen wurden, ist ferner seit 1990 Fellow der Royal Society of Arts, 2003 der British Academy und 2004 der Asiatic Society of Mumbai. 2009 wurde er zum Mitglied der Academia Europaea gewählt.
2005 wurde ihm zunächst der Pravasi Bharatiya Samman verliehen sowie 2007 der Padma Bhushan.

## Veröffentlichungen
In seinen zahlreichen politikwissenschaftlichen und -philosophischen Werken befasste er sich mit Persönlichkeiten wie Hannah Arendt, Jeremy Bentham, Mohandas Karamchand Gandhi und Karl Marx. Zu seinen bekanntesten Werken gehören:
- Hannah Arendt (1981)
- Karl Marx's Theory of Ideology (1982)
- Contemporary Political Thinkers (1982)
- Gandhi's Political Philosophy (1989)
- Colonialism, Tradition and Reform (1989)
- Critical Assessments of Jeremy Bentham (4 Bände, 1993)
- Decolonisation of Imagination (1996)
- Crisis and Change in Contemporary India (1996)
- Gandhi (1997)
- Rethinking Multiculturalism (2000)
- A New Politics of Identity (2008)
- Talking Politics (2011)